# Peter Stadlen
Peter Stadlen (ur. 14 lipca 1910 w Wiedniu, zm. 21 stycznia 1996 w Londynie) – brytyjski pianista, krytyk muzyczny i pedagog austriackiego pochodzenia.

## Życiorys
Studiował w Akademisches Gymnasium i w Konserwatorium Wiedeńskim, gdzie jego głównymi nauczycielami byli Paul Weingarten (fortepian), Joseph Marx i Max Springer (kompozycja) oraz Alexander Wunderer (dyrygentura). Studiował także filozofię na Uniwersytecie Wiedeńskim. W latach 1929–1933 podjął studia w berlińskiej Hochschule für Musik pod kierunkiem Leonida Kreutzera (fortepian), Josefa Gmeindla (kompozycja) i Juliusa Prüwera (dyrygentura). 
W 1934 rozpoczął karierę pianisty koncertowego. Specjalizował się we współczesnej muzyce fortepianowej, zwłaszcza w twórczości kompozytorów należących do drugiej szkoły wiedeńskiej. Koncertował w Holandii, Belgii, Francji, Włoszech, Wielkiej Brytanii i Szwajcarii. W 1937 dał prawykonanie Wariacji op. 27 na fortepian Antona Weberna, a podczas Biennale w Wenecji w tymże roku dyrygował wykonaniem Suity op. 29 na septet Schönberga, grając równocześnie partię fortepianową.
W 1938 po anschlussie wyemigrował do Wielkiej Brytanii, gdzie koncertował do 1940, kiedy to został internowany i na dwa lata deportowany do Australii. Po powrocie do Londynu występował z Yehudim Menuhinem i Ralphem Vaughanem Williamsem; był też współzałożycielem Anglo-Austrian-Music-Society. Od 1943 regularnie nagrywał dla BBC i był autorem kilku programów o muzyce współczesnej. W 1946 przyjął obywatelstwo brytyjskie.
Po wojnie wznowił karierę pianistyczną odbywając kilka europejskich tournée, podczas których wprowadził do sal koncertowych szereg ważnych utworów dodekafonicznych, m.in. Koncert fortepianowy Schönberga oraz Die vier Temperamente i Konzertmusik op. 49 Paula Hindemitha. W latach 1947–1951 prowadził klasę fortepianu podczas Międzynarodowych Letnich Kursów Nowej Muzyki w Darmstadcie; wśród jego uczniów był m.in. Hans Werner Henze. 
W 1956 ze względów zdrowotnych zakończył karierę pianistyczną i zajął się działalnością publicystyczną i pedagogiczną. Od 1959 do emerytury, na którą przeszedł w 1986 był krytykiem muzycznym „The Daily Telegraph” (od 1977 głównym krytykiem). W swoich pismach krytycznych, zwłaszcza dotyczących muzyki współczesnej, wyrażał wielkie rozczarowanie serializmem. W latach 1965–1969 wykładał na University of Reading i All Souls College w Oksfordzie. Odznaczony medalem Schönberga (1952) i Krzyżem Honorowym za Naukę i Sztukę I Klasy (1984).